# Ptychamalia reducta
Ptychamalia reducta är en fjärilsart som beskrevs av Paul Dognin 1908. Ptychamalia reducta ingår i släktet Ptychamalia och familjen mätare. Inga underarter finns listade.